# Hrabstwo Pine
Hrabstwo Pine (ang. Pine County) – hrabstwo w stanie Minnesota w Stanach Zjednoczonych. Obszar całkowity hrabstwa obejmuje powierzchnię 1 434,56 mil2 (3 715,51 km²). Według danych z 2010 r. hrabstwo miało 29 750 mieszkańców. Hrabstwo powstało 1 marca 1856 roku, a jego nazwa pochodzi od występujących na tym obszarze sosen (ang. pine).

## Sąsiednie hrabstwa
- Hrabstwo Carlton (północ)
- Hrabstwo Douglas (Wisconsin) (północny wschód)
- Hrabstwo Burnett (Wisconsin) (wschód)
- Hrabstwo Polk (Wisconsin) (południowy zachód)
- Hrabstwo Chisago (południe)
- Hrabstwo Isanti (południowy zachód)
- Hrabstwo Kanabec (zachód)
- Hrabstwo Aitkin (północny zachód)

## Miasta
- Askov
- Brook Park
- Bruno
- Denham
- Finlayson
- Henriette
- Hinckley
- Kerrick
- Pine City
- Rock Creek
- Rutledge
- Sandstone
- Sturgeon Lake
- Willow River